# Teuschnitz
Teuschnitz é uma cidade da Alemanha, localizada no distrito de Kronach, no estado de Baviera.